# 约翰·保尔森
约翰·保尔森（John Paulson，1955年12月14日—），美国对冲基金经理。
保尔森出生于纽约市皇后区。1994年以200万美元起家创办了保尔森对冲基金公司，资产最高升至360亿美元。最新的资产统计为120亿美元。2008年1月雇佣了美联储前主席格林斯潘。2010年4月16日，美国高盛公司因为为其代销的衍生金融品而遭受美国证交会的起诉。

## 投資組合
- SPDR Gold1,730萬股
- AngloGold Ashanti
- Hartford Financial Services8.4%股權